# East Devon

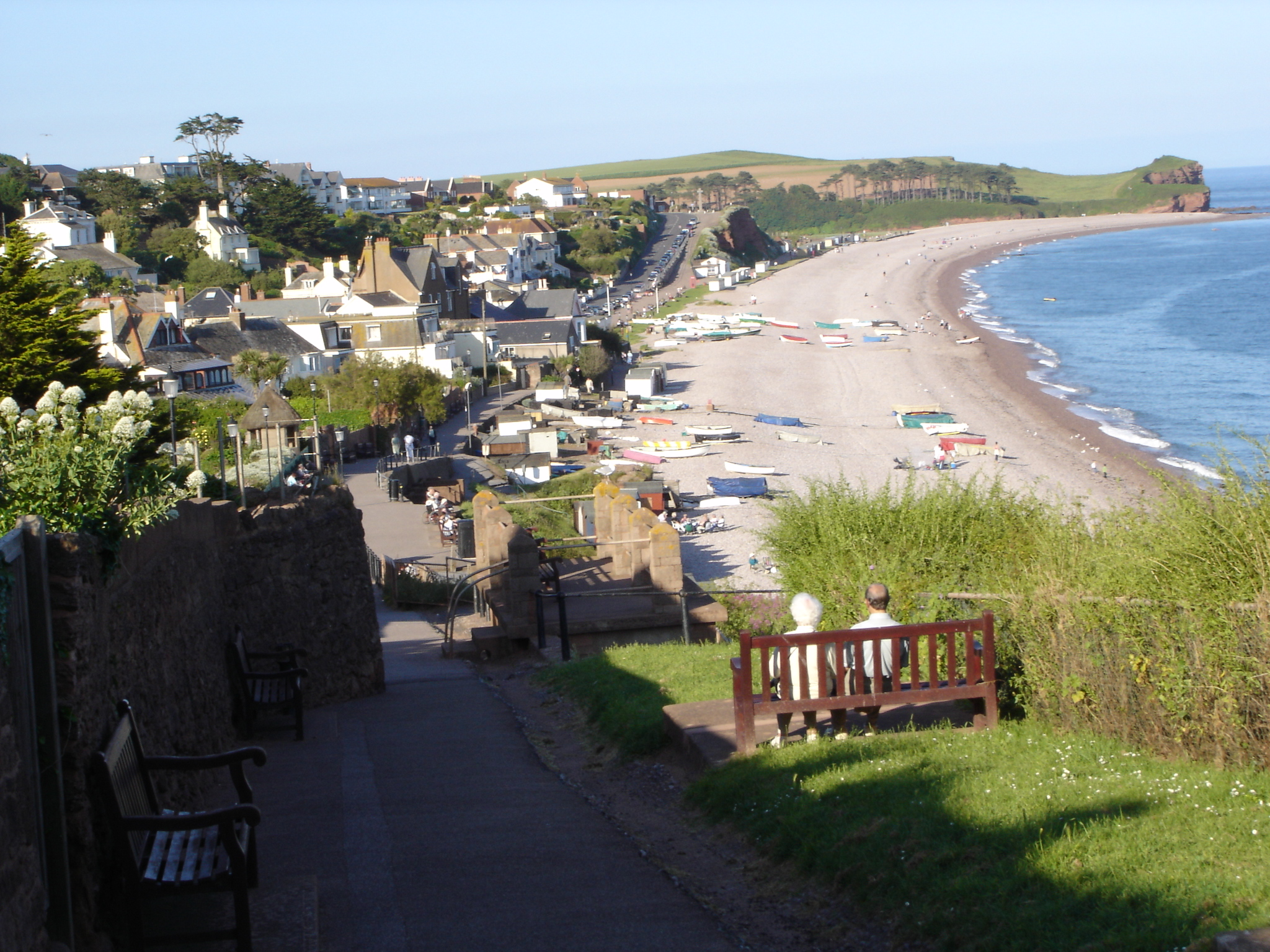
Budleigh Salterton

East Devon – dystrykt w Anglii, w hrabstwie Devon. Utworzony w roku 1974 przez połączenie gminy Honiton z gminami miejskimi Budleigh Salterton, Exmouth, Ottery St Mary, Seaton, Sidmouth oraz gminą wiejską Axminster. Na terenie dystryktu znajdują się dwa obwody wyborcze: East Devon i Tiverton and Honiton. Powierzchnia dystryktu wynosi 814,4 km² a populacja - 135 000 mieszkańców. Centrum administracyjnym dystryktu jest Sidmouth.

## Miasta
- Axminster
- Budleigh Salterton
- Colyton
- Cranbrook
- Exmouth
- Honiton
- Ottery St Mary
- Seaton
- Sidmouth

## Inne miejscowości
Alfington, All Saints, Awliscombe, Axmouth, Aylesbeare, Beer, Bicton, Bowd, Brampford Speke, Branscombe, Broadclyst, Broadhembury, Buckerell, Chardstock, Clyst Honiton, Clyst Hydon, Clyst St. George, Clyst St. Lawrence, Clyst St Mary, Colaton Raleigh, Colyford, Combe Raleigh, Combpyne, Combpyne Rousdon, Cotleigh, Dalwood, Dunkeswell, East Budleigh, Farringdon, Farway, Feniton, Gittisham, Harpford, Hawkchurch, Holcombe, Holy City, Huxham, Kilmington, Lands Common to Axminster and Kilmington, Luppitt, Lympstone, Membury, Monkton, Musbury, Nether Exe, Newton Poppleford, Northleigh, Offwell, Otterton, Payhembury, Plymtree, Poltimore, Rewe, Rockbeare, Rousdon, Salcombe Regis, Sheldon, Shute, Sidbury, Sidford, Smallridge, Southleigh, Sowton, Stockland, Stoke Canon, Talaton, Tipton St John, Tytherleigh, Uplyme, Upottery, Upton Pyne, West Hill, Weston (Awliscombe), Weston (Branscombe), Whimple, Whitford, Widworthy, Wilmington, Woodbury, Yarcombe.